# Бор-Форпостівська сільська рада
Бор-Форпо́стівська сільська рада (рос. Бор-Форпостовский сельский совет) — сільське поселення у складі Волчихинського району Алтайського краю Росії.
Адміністративний центр та єдиний населений пункт — село Бор-Форпост.

## Населення
Населення — 792 особи (2019; 939 в 2010, 1140 у 2002).